# Lepidochrysops lerothodi
The Lesotho Blue (Lepidochrysops lerothodi) là một loài bướm ngày thuộc họ Bướm xanh. It is found mainly được tìm thấy ở Lesotho. In Nam Phi it is only found on high mountain peaks in the Golden Gate Highlands in the Limpopo Province, the Orange Free State và the East Cape.
Sải cánh dài 32–36 mm đối với con đực và 33–38 mm đối với con cái. Con trưởng thành bay từ tháng 1 đến tháng 2. Có một lứa một năm.
Ấu trùng ăn Selago flanaganii.